# Oospila atroviridis
Oospila atroviridis là một loài bướm đêm trong họ Geometridae.